# 김봉관 (1964년)
김봉관(1954년 부산)은 대한민국의 경영인으로, 현재는 주식회사 오리온 테크놀리지의 사장을 맡고 있다.

## 학력
- KAIST Executive MBA 석사과정 졸업
- 부산대학교 상대 무역학과 졸업
- 고려대학교 IT 미래전략 최고경영자 과정
- 서울대학교 e비즈니스 최고 경영자 과정

## 약력
- 1980년 ~ 1999년 : 현대종합상사 철강본부
- 2000년 ~ 2001년 : 현대종합상사 정보통신사업본부장 상무
- 현대종합상사 해외 근무 10년(일본 6년, 방글라데시 4년)
- 2002년 : 2009년 : 엔투비[1] 대표이사
- 2006년 ~ 2008년 : 건국대학교 상경대 초빙교수
- 2009년 ~ 2014년 : MDS 테크놀로지(주)[2] 사장
- 2015년 : 대구 계명대학교 사회과학대 전자무역학과 교수
- 2016년~ : 오리온 테크놀리지(주) 재직 중.[3] 대표이사

엔투비는 포스코, KT, 현대그룹, 한진그룹이 각각 25%씩 출자한 합작기업으로 설립 되었으나 2009년부터 포스코 계열사가 되었다.